# Moulins-lès-Metz
Moulins-lès-Metz – miejscowość i gmina we Francji, w regionie Grand Est, w departamencie Mozela.
Według danych na rok 1990 gminę zamieszkiwało 4827 osób, a gęstość zaludnienia wynosiła 692 osób/km² (wśród 2335 gmin Lotaryngii Moulins-lès-Metz plasuje się na 91. miejscu pod względem liczby ludności, natomiast pod względem powierzchni na miejscu 834.).